# 热河畔瓦隆
热河畔瓦隆（法語：Vallon-sur-Gée，法語發音：[valɔ̃ syʁ ʒe]）是法国萨尔特省的一个市镇，属于拉弗莱什区。

## 地理
热河畔瓦隆（47°57'46"N, 0°4'6"W）面积17.15 平方千米，位于法国卢瓦尔河地区大区萨尔特省，该省份为法国西北部内陆省份，北起顺时针与奥恩省、厄尔-卢瓦省、卢瓦-谢尔省、安德尔-卢瓦尔省、曼恩-卢瓦尔省和马耶讷省接壤，是法国大西部的入口，连接卢瓦尔河谷、布列塔尼和巴黎盆地。
与热河畔瓦隆接壤的市镇（或旧市镇、城区）包括：皮尔米勒、尚特奈-维勒迪约、克拉讷昂香槟、卢埃、迈涅、圣皮埃尔德布瓦。
热河畔瓦隆的时区为UTC+01:00、UTC+02:00（夏令时）。

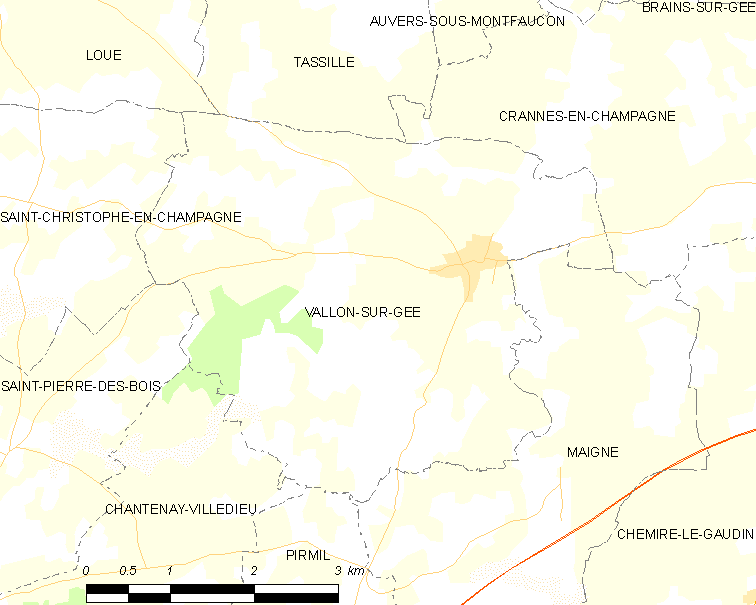
热河畔瓦隆的OSM定位图

## 行政
热河畔瓦隆的邮政编码为72540，INSEE市镇编码为72367。

## 政治
热河畔瓦隆所属的省级选区为卢埃县。

## 人口

1962-2008年间热河畔瓦隆人口变化图示

热河畔瓦隆于2022年1月1日时的人口数量为778人。